# Hypserpa ademae
Hypserpa ademae är en tvåhjärtbladig växtart som beskrevs av W.N.Takeuchi. Hypserpa ademae ingår i släktet Hypserpa och familjen Menispermaceae. Inga underarter finns listade i Catalogue of Life.